# Les As (série télévisée)
Pour les articles homonymes, voir Les As.
Les As est une série télévisée québécoise en 34 épisodes de 25 minutes scénarisée par Victor-Lévy Beaulieu et diffusée du 20 septembre 1977 au 13 juin 1978 à la Télévision de Radio-Canada.

## Synopsis
« Les As » raconte les diverses aventures d'une équipe de journalistes.

## Fiche technique
- Scénariste : Victor-Lévy Beaulieu
- Réalisation : Guy Hoffmann, François Jobin, Madeleine Lafrance et René Verne
- Société de production : Société Radio-Canada

## Distribution
- Marc Legault : Guy Leclerc
- Alpha Boucher : James Lambert
- Lionel Villeneuve : Pierre Picard
- Arthur Bergeron : Charley Berthelot
- Céline Bernier : Rollande Beaupré
- Diane Bouchard : Madeleine Brossard
- Marc Briand : Luigi Cabrini
- Maurice Brunelle : Gabriel
- Jean-François Bélanger : Rocky Meunier
- Jean Carette : M. Tremblay
- François Cartier : François Gauthier
- Andrée Champagne : Carmen Forcier
- Alain Charbonneau : Bob Jodoin
- Carole Chatel : Marielle Grenier
- Jacinthe Chaussé : Rita Ouellette
- Jean Chicoine : Gilles Laplante
- Élizabeth Chouvalidzé : Nicole
- Yolande Circé : Rosanne
- Joanne Côté : Baguira
- Michel Daigle : Robert Bérubé
- Louis Dallaire : Ti-Lou Martineau
- Louise Deschâtelets : Monique Bédard
- Robert Desroches : M. Laplante
- Nini Durand : Mme Gauthier
- Reine France : Mado
- Edgar Fruitier : Sam
- Bertrand Gagnon : Bill Meilleur
- J. Léo Gagnon : Harold Cardinal
- Roger Garand : Lionel Maillet
- Jacqueline Gauthier : Ginette Deslauriers
- Émile Genest : Wilfrid Paquette
- Marcel Girard : Marcel Roy
- Léo Ilial : Simon Friedman
- Liliane Jolin : Murielle Côté
- Armand Labelle : Dédé Lortie
- Louise Lambert : France Gauthier
- Jean-Guy Latour : Marcel
- Raymond Legault : Ti-Noir Masson
- Gaston Lepage : François Roy
- Yvon Leroux : Tony Bodoni
- Hubert Loiselle : Christian Loiselle
- Normand Lévesque : Léo Maxwell
- Michel Mailhot : Gérard Forcier
- Jean Marchand : Alfred Deslauriers
- Benoît Marleau : Dr Beauregard
- Denis Mercier : Gilbert Ross
- Jean-Louis Millette : Raoul Garneau
- Michel Mondy : Maxime Leduc
- Jean-Luc Montminy : Satan
- Thérèse Morange : Mme Laplante
- Jacques Morin : Georges
- Richard Niquette : Jerry Lefebvre
- Jean-René Ouellet : Roger Desruisseaux
- Judith Ouimet : Lily Gagné
- Rachel Paulin : Nicole Gagné
- Patrick Peuvion : Franco Stradella
- Robert Rivard : Lucien Bédard
- Johanne Rodrigue : Marie Leclerc
- Yolande Roy : Mme Loiselle
- Paul Savoie : Martin Rousseau
- Diane St-Jacques : Journaliste
- Diane St-Onge : Maureen
- Jérôme Thiberghien : Marc Arsenault
- Louise Turcot : Mme Lortie
- Jean-Pierre Waserman : Jean-Jacques Gason